# Melanie Oudinová
Melanie Oudinová (* 23. září 1991, Marietta, Georgie) je bývalá americká profesionální tenistka, bývalá druhá hráčka světového juniorského žebříčku a vítězka smíšené čtyřhry z US Open 2011.
Ve své kariéře na okruhu WTA Tour vyhrála jeden turnaj ve dvouhře, když triumfovala na travnatém AEGON Classic 2012. V rámci okruhu ITF vyhrála šest singlových a dva deblové turnaj.
Na žebříčku WTA byla ve dvouhře nejvýše klasifikována v dubnu 2010 na 31. místě a ve čtyřhře pak v květnu 2011 na 125. místě.
V roce 2009 ji Ženská tenisová asociace WTA vyhlásila nováčkem roku. Z důvodu častých zranění však byla nucena předčasně ukončit kariéru v 25 letech.

## Sportovní kariéra
Na US Open 2009 cestou do čtvrtfinále postupně porazila nasazené hráčky Jelenu Deměntěvovou (4), Marii Šarapovovou (29) a Naďu Petrovovou (13). Od účasti Sereny Williamsové ve čtvrtfinále v roce 1999, se stala nejmladší Američankou, která postoupila až do této fáze turnaje.
Otec je francouzského původu, tenistka má dvojče Katherine a mladší sestru Christinu. Od sedmé třídy základní školy do ní nedocházela, ale měla domácí výuku, aby se mohla maximálně věnovat tenisu. Za svůj vzor označuje Belgičanku Justine Heninovou, která dokázala velkých výsledků, i přes malou výšku.

### Fed Cup
Ve Fed Cupu nastoupila ke dvěma zápasům ve dvouhře. V únoru 2009 proti Argentině nejdříve prohrála s Giselou Dulkovou, druhé utkání s Betinou Jozamiovou vyhrála ve třech setech.

## Finálové účasti na grandslamových turnajích

### Smíšená čtyřhra: 1 (1–0)
| Stav    | Rok  | Turnaj  | Povrch | Spoluhráč | Soupeři ve finále              | Výsledek              |
| ------- | ---- | ------- | ------ | --------- | ------------------------------ | --------------------- |
| Vítězka | 2011 | US Open | tvrdý  | Jack Sock | Gisela Dulková Eduardo Schwank | 7–6(7–4), 4–6, [10–8] |

## Finálové účasti na turnajích WTA Tour
| Legenda                           |
| --------------------------------- |
| D – dvouhra; Č – čtyřhra          |
| Grand Slam (0)                    |
| Turnaj mistryň (0)                |
| Premier Mandatory & Premier 5 (0) |
| Premier (0)                       |
| International (1–0 D)             |

| Stav    | Č. | Datum           | Turnaj                         | Povrch | Soupeřka ve finále | Výsledek |
| ------- | -- | --------------- | ------------------------------ | ------ | ------------------ | -------- |
| Vítězka | 1. | 18. června 2012 | Birmingham, Spojené království | tráva  | Jelena Jankovićová | 6–4, 6–2 |

| Dotace turnajů okruhu ITF | Dotace turnajů okruhu ITF |
| ------------------------- | ------------------------- |
| 100 000 $ tournaments     | 80 000 $ tournaments      |
| 75 000 $ tournaments      | 60 000 $ tournaments      |
| 50 000 $ tournaments      | 25 000 $ tournaments      |
| 15 000 $ tournaments      | 10 000 $ tournaments      |

| Č. | Datum             | Turnaj                              | Povrch | Soupeřka ve finále    | Výsledek           |
| -- | ----------------- | ----------------------------------- | ------ | --------------------- | ------------------ |
| 1. | 21. července 2008 | Lexington, Spojené státy            | tvrdý  | Carly Gullicksonová   | 6–4, 6–2           |
| 2. | 10. května 2009   | Indian Harbour Beach, Spojené státy | antuka | Laura Siegemundová    | 7–5, 5–7, 6–2      |
| 3. | 17. května 2009   | Raleigh, Spojené státy              | antuka | Lindsay Lee-Watersová | 6–1, 2–6, 6–4      |
| 4. | 29. dubna 2012    | Charlottesville, Spojené státy      | antuka | Irina Falconiová      | 7–6(7–0), 3–6, 6–1 |
| 5. | 4. listopadu 2012 | New Braunfels, Spojené státy        | tvrdý  | Mariana Duqueová      | 6–1, 6–1           |
| 6. | 29. září 2013     | Las Vegas, Spojené státy            | tvrdý  | Coco Vandewegheová    | 5–7, 6–3, 6–3      |

| Č. | Datum           | Turnaj                     | Povrch | Spoluhráčka     | Soupeřky ve finále               | Výsledek |
| -- | --------------- | -------------------------- | ------ | --------------- | -------------------------------- | -------- |
| 1. | 15. září 2014   | Albuquerque, Spojené státy | tvrdý  | Jan Abazová     | Nicole Melicharová Allie Willová | 6–2, 6–3 |
| 2. | 11. června 2016 | Surbiton, Velká Británie   | tráva  | Sanaz Marandová | Robin Andersonová Alison Baiová  | 6–4, 7–5 |

| Rok    | 2007 | 2008   | 2009  | 2010  |
| Pořadí | 373. | ▲ 177. | ▲ 49. | ▼ 65. |

| Rok    | 2007 | 2008   | 2009   |
| Pořadí | 837. | ▲ 432. | ▲ 318. |

| Nováček roku na okruhu WTA     | Nováček roku na okruhu WTA | Nováček roku na okruhu WTA |
| ------------------------------ | -------------------------- | -------------------------- |
| Předchůdce: Caroline Wozniacká | 2009 Melanie Oudinová      | Nástupce: Petra Kvitová    |